# Mission de vérification des Nations unies en Angola III
La Mission de vérification des Nations unies en Angola III (en anglais : United Nations Angola Verification Mission III ou UNAVEM III) a été l'une des trois mission de maintien de la paix des Nations unies successives en Angola, sur les quatre missions déployées au total pendant la guerre civile angolaise. Elle a été précédée par l'UNAVEM I et l'UNAVEM II. Elle fut établie le 8 février 1995 par la résolution 976 du Conseil de sécurité des Nations unies, pour aider le gouvernement angolais et l'Union nationale pour l'indépendance totale de l'Angola (União Nacional para a Independência Total de Angola ou UNITA) à rétablir la paix et à réaliser la réconciliation nationale sur la base des accords de paix pour l'Angola, signés le 31 mai 1991, du protocole de Lusaka, signé le 20 novembre 1994, et des résolutions pertinentes du Conseil de sécurité. 
Parmi les principales caractéristiques du mandat de l'UNAVEM III, on peut citer:
- offrir ses bons offices et sa médiation aux parties angolaises ;
- surveiller et vérifier l'extension de l'administration de l'État dans tout le pays et le processus de réconciliation nationale ;
- superviser, contrôler et vérifier le désengagement des forces et surveiller le cessez-le-feu ;
- vérifier les informations reçues du gouvernement et de l'UNITA concernant leurs forces, ainsi que tous les mouvements de troupes ;
- aider à l'établissement de zones de cantonnement ;
- vérifier le retrait, le cantonnement et la démobilisation des forces de l'UNITA ;
- superviser la collecte et le stockage des armements de l'UNITA ;
- vérifier le mouvement des forces gouvernementales (Forças Armadas de Angola ou FAA) vers les casernes et l'achèvement de la formation des FAA ;
- vérifier la libre circulation des personnes et des biens ;
- vérifier et contrôler la neutralité de la police nationale angolaise, le désarmement des civils, le cantonnement de la police de réaction rapide et les dispositions de sécurité pour les dirigeants de l'UNITA ;
- coordonner, faciliter et soutenir les activités humanitaires directement liées au processus de paix, et participer aux activités de déminage ;
- déclarer officiellement que toutes les conditions essentielles à la tenue du second tour des élections présidentielles sont remplies, et soutenir, vérifier et contrôler le processus électoral[2] .

## Contexte
L'UNAVEM I (janvier 1989-mai 1991) a vérifié le retrait total des troupes cubaines d'Angola. L'UNAVEM I (juin 1991-février 1995) a vérifié les accords de paix conclus par le gouvernement angolais et l'UNITA, conformément aux accords de paix pour l'Angola, et a ensuite été appelée à observer et à vérifier les élections qui se sont tenues en septembre 1992. Après la reprise des combats entre les forces du gouvernement et de l'UNITA à la suite des élections, l'UNAVEM II a maintenu sa présence en Angola avec des effectifs réduits.
La signature du protocole de Lusaka, le 20 novembre 1994, a marqué une nouvelle étape dans le processus de paix angolais. Le protocole se composait d'un certain nombre de documents, chacun portant sur une question particulière à l'ordre du jour des pourparlers de paix, couvrant les questions juridiques, militaires, policières et politiques, ainsi que le rôle des Nations unies.
Le 1er février 1995, le Secrétaire général a recommandé au Conseil de sécurité que l'UNAVEM III prenne le relais de l'UNAVEM II pour aider les parties à rétablir la paix et à réaliser la réconciliation nationale. Le 8 février, le Conseil de sécurité a autorisé la création d'UNAVEM III avec un effectif maximum de 7 000 soldats et personnel d'appui militaire, 350 observateurs militaires, 260 observateurs de police et quelque 420 membres du personnel civil recrutés sur le plan international, 300 membres du personnel recrutés localement et 75 volontaires des Nations unies. La date envisagée par le Conseil pour l'achèvement du mandat de l'UNAVEM III était février 1997.
Malgré de nombreux développements positifs, le processus de mise en œuvre a pris un retard considérable et le manque de confiance mutuelle entre le gouvernement et l'UNITA a compromis la réalisation d'une paix durable. Dans sa résolution 1075 du 11 octobre 1996, le Conseil de sécurité a souligné que les retards persistants et les promesses non tenues, en particulier de la part de l'UNITA, dans la mise en œuvre des calendriers successifs pour l'achèvement des principales questions militaires et politiques n'étaient plus acceptables.
Après que l'UNITA a présenté une liste de tâches qu'elle devait accomplir avant le 15 novembre 1996 (ultérieurement prolongée jusqu'au 20 novembre), l'UNAVEM III a préparé un calendrier de mise en œuvre complet, englobant toutes les tâches militaires, policières et politiques en suspens devant être accomplies par les deux parties. Dans son rapport au Conseil du 19 novembre 1996, le Secrétaire général a déclaré que l'accord sur un calendrier consolidé pour l'achèvement des tâches urgentes avait mis l'accent sur les questions les plus urgentes. Des progrès ont été réalisés, mais la mise en œuvre du calendrier reste à la traîne.
Dans l'intervalle, compte tenu de la date envisagée pour l'achèvement du mandat, les plans pour le début du retrait ordonné et progressif de l'UNAVEM III ont été finalisés. Ces plans prévoient le retrait, d'ici à la fin décembre 1996, de quatre unités d'infanterie et de soutien des Nations unies, dont l'effectif total se situe entre 600 et 700 personnes.
Le 30 juin 1997, le Conseil de sécurité a décidé de créer, à partir du 1er juillet, la Mission d'observation des Nations unies en Angola (MONUA). La nouvelle mission de suivi remplacerait l'UNAVEM III. Par un vote unanime ce lundi, le Conseil a également décidé que le mandat initial de la nouvelle mission prendrait fin le 31 octobre 1997. Le Conseil a vivement engagé le gouvernement de l'Angola et, en particulier, l'Union nationale pour l'indépendance totale de l'Angola (UNITA) à mener à bien sans délai les derniers aspects politiques et militaires du processus de paix, y compris, entre autres, la normalisation de l'administration de l'Etat sur l'ensemble du territoire de l'Angola, la transformation de la station de radio de l'UNITA en une installation de radiodiffusion non partisane et la transformation de l'UNITA en un parti politique. Appelant les deux parties à s'abstenir de tout recours à la force qui pourrait entraver la pleine mise en œuvre du processus de paix, le Conseil « a vivement engagé les parties à achever l'enregistrement et la démobilisation de tous les éléments militaires restants, l'élimination de tous les obstacles à la libre circulation des personnes et des biens, et le désarmement de la population civile. »

## Contributeurs du personnel militaires et police civile
| Pays                 | Contributions                                                  |
| -------------------- | -------------------------------------------------------------- |
| Bangladesh           | 205 soldats ; 10 observateurs militaires ; 23 policiers civils |
| Brésil               | 739 soldats ; 20 observateurs militaires ; 14 policiers civils |
| Bulgarie             | 10 observateurs militaires ; 16 policiers civils               |
| Congo                | 4 observateurs militaires                                      |
| Egypte               | 1 soldat ; 10 observateurs militaires ; 14 policiers civils    |
| France               | 15 soldats ; 7 observateurs militaires                         |
| Guinée-Bissau        | 4 observateurs militaires ; 4 policiers civils                 |
| Hongrie              | 10 observateurs militaires ; 7 policiers civils                |
| Inde                 | 452 soldats ; 20 observateurs militaires ; 11 policiers civils |
| Jordanie             | 2 soldats ; 17 observateurs militaires ; 21 policiers civils   |
| Kenya                | 10 observateurs militaires                                     |
| Malaisie             | 19 observateurs militaires ; 20 policiers civils               |
| Mali                 | 9 observateurs militaires ; 15 policiers civils                |
| Namibie              | 199 soldats                                                    |
| Pays-Bas             | 2 soldats ; 14 observateurs militaires ; 10 policiers civils   |
| Nouvelle-Zélande     | 9 soldats ; 4 observateurs militaires                          |
| Nigeria              | 19 observateurs militaires ; 21 policiers civils               |
| Norvège              | 4 observateurs militaires                                      |
| Pakistan             | 14 observateurs militaires                                     |
| Pologne              | 7 policiers civils                                             |
| Portugal             | 313 soldats ; 6 observateurs militaires ; 39 policiers civils  |
| Roumanie             | 327 soldats                                                    |
| Fédération de Russie | 151 soldats ; 7 policiers civils                               |
| Sénégal              | 10 observateurs militaires                                     |
| République slovaque  | 5 observateurs militaires                                      |
| Suède                | 19 observateurs militaires ; 18 policiers civils               |
| Tanzanie             | 3 policiers civils                                             |
| Ukraine              | 4 soldats ; 5 observateurs militaires                          |
| Uruguay              | 7 soldats ; 3 observateurs militaires ; 15 policiers civils    |
| Zambie               | 509 soldats ; 10 observateurs militaires ; 15 policiers civils |
| Zimbabwe             | 700 soldats ; 20 observateurs militaires ; 22 policiers civils |

Effectif au 30 juin 1997 : 4 220 militaires au total, dont 283 observateurs militaires, 3 649 soldats et 288 policiers civils.

## Pertes
Durant cette mission, il a été déploré 32 décès.

## Source
- (en) Cet article est partiellement ou en totalité issu de l’article de Wikipédia en anglais intitulé « United Nations Angola Verification Mission III » (voir la liste des auteurs).